# Gramaticalização
Em linguística, gramaticalização é um processo de mudança linguística pelo qual palavras de valor lexical, que representam objetos e ações do mundo (p. ex. substantivos, adjetivos e verbos), transformam-se em palavras de valor gramatical, funções do universo do discurso (p. ex. preposições, afixos).
Dentre os exemplos em língua portuguesa, podemos citar:
- A forma sintética de conjugação de tempo futuro, em latim,  foi substituída por uma perífrase utilizando o verbo no infinitivo junto com o verbo "haver". Assim, para expressar "eu cantarei", abandonou-se cantabo em prol de cantare habeo, que se transformou em cantar hei e, depois, cantarei. Assim, sofrendo erosão fonética, enfraquecimento semântico e fixação morfossintática, o verbo haver produziu o sufixo do tempo futuro simples nos verbos em português.
- Os verbos latinos sedēre (estar sentado) e stāre (estar de pé) deram origem, por extensão de sentido, aos verbos auxiliares ser e estar, que se diferenciam pelo primeiro indicar permanência e o segundo, transitoriedade;
- O substantivo latino loco (lugar) passou a ser usado também, e depois exclusivamente, com sentido temporal, dando origem ao advérbio logo.
- O adjetivo duro, usado para caracterizar objetos concretos, deu origem a diversas palavras com sentido temporal, como os verbos durar e perdurar e a preposição durante.